# 关于正确处理人民内部矛盾的问题
《关于正确处理人民内部矛盾的问题》是毛泽东在社会主义时期最重要的著作之一。它运用唯物辩证法分析了社会主义社会的基本矛盾，将社会主义社会的矛盾划分为敌我矛盾和人民内部矛盾，第一次提出了正确处理人民内部矛盾的命题，阐述了社会主义建设中的一系列重大问题，为中国社会主义事业的发展奠定了理论基础。

## 历史
1956年，被毛泽东称为“多事之秋”，上半年有苏共二十大的召开，下半年有波兰事件和匈牙利事件的发生。为此，中共中央以《人民日报》编辑部名义在《人民日报》发表了两篇文章《关于无产阶级专政的历史经验》（1956年4月5日）和《再论无产阶级专政的历史经验》（1956年12月29日）。在《再论无产阶级专政的历史经验》引言中，提及了“两种性质不同的矛盾”，即“敌我之间的矛盾”和“人民内部的矛盾”。同年，中共中央在国内实行“百花齐放、百家争鸣”的方针。
1957年2月27日毛泽东在最高国务会议第十一次（扩大）会议上讲话。后来毛泽东根据原始记录加以整理，补充若干，同年6月19日以《关于处理人民内部矛盾的问题》为题在《人民日报》发表，这时候反右运动已经开始。李慎之评价，发表的版本“删掉了许多开明的话，却增加了本来没有的（辨别香花和毒草的）六条政治标准”。当时国内外甚为重视，到1958年全球已印行单行本2135.7万册。

## 内容
贯穿全文的基本思想是：划分敌我矛盾和人民内部矛盾，正确区分和处理人民内部矛盾，作为社会主义国家政治生活的主要内容。全文分12个小题目：
1. 两类不同性质的矛盾
2. 肃反问题
3. 农业合作化问题
4. 工商业者问题
5. 知识分子问题
6. 少数民族问题
7. 统筹兼顾、适当安排
8. 关于百花齐放、百家争鸣、长期共存、互相监督
9. 关于少数人闹事问题
10. 坏事能否变成好事？
11. 关于节约
12. 中国工业化的道路